# Никола Георгиев – Дедо Боже
Вижте пояснителната страница за други личности с името Никола Георгиев.
Никола Георгиев Поппетров, известен като Дедо Боже, е български художник.

## Биография
Роден е на 9 април 1884 година в Дупница. През 1908 година завършва Държавното рисувателно училище в София, специалност живопис, при проф. Иван Ангелов и проф. Иван Мърквичка. Работи като учител по рисуване в Сливенската мъжка гимназия.
Участва в Балканската война (1912-1913), Междусъюзническата война (1913) и Първата световна война (1915-1918). След войните продължава да работи като учител по рисуване, но през 1920 г. е уволнен. Премества се със семейството си в София. Посещава Франция, Чехия и Турция. (1924-1935), където рисува. Устройва изложба в Анкара.
След завръщането си в България (1935) се установява в Кюстендил, където учителства до пенсионирането си (1945). Участва в общи и регионални художествени изложби, организира 6 самостоятелни изложби. Изявява се в областта на портрета, битовата картина и натюрморта.
Негови произведения се намират в Художествената галерия „Владимир Димитров – Майстора“, както и в частни сбирки и колекции.